# 爰騫
爰骞（?—?），战国时期中山国大臣。
爰骞和同僚大臣季辛有私仇。同样与季辛有仇的司馬喜想要对付季辛，但他没有直接针对季辛，而是暗中派人杀死爰骞，嫁祸给季辛。中山王于是处死季辛。